# Вансбру
Вансбру (швед. Vansbro) — містечко (tätort, міське поселення) у центральній Швеції в лені  Даларна. Адміністративний центр комуни  Вансбру.

## Географія
Містечко знаходиться у південній частині лена  Даларна за 220 км на північний захід від Стокгольма.

## Історія
У 1890 році через Вансбру було прокладено залізницю і побудовано станцію. 
1 листопада 1907 року було пущено ще одну лінію і Вансбру став залізничним вузлом.

## Населення
Населення становить 2 120 мешканців (2018).

## Спорт
У Вансбру базується спортивний клуб Вансбру АІК, який має секції футболу, волейболу та інших видів спорту.

## Галерея

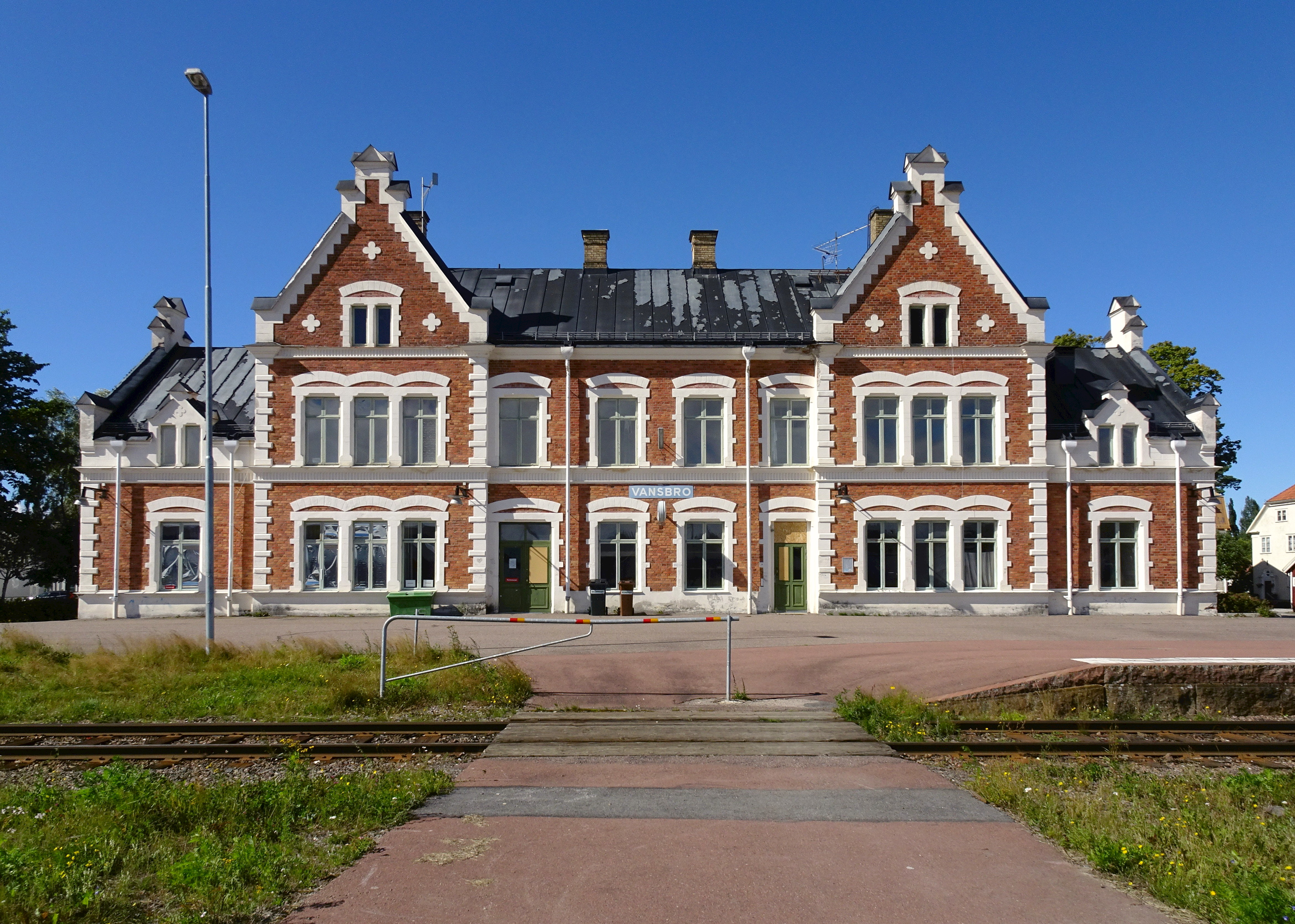
Залізнична станція
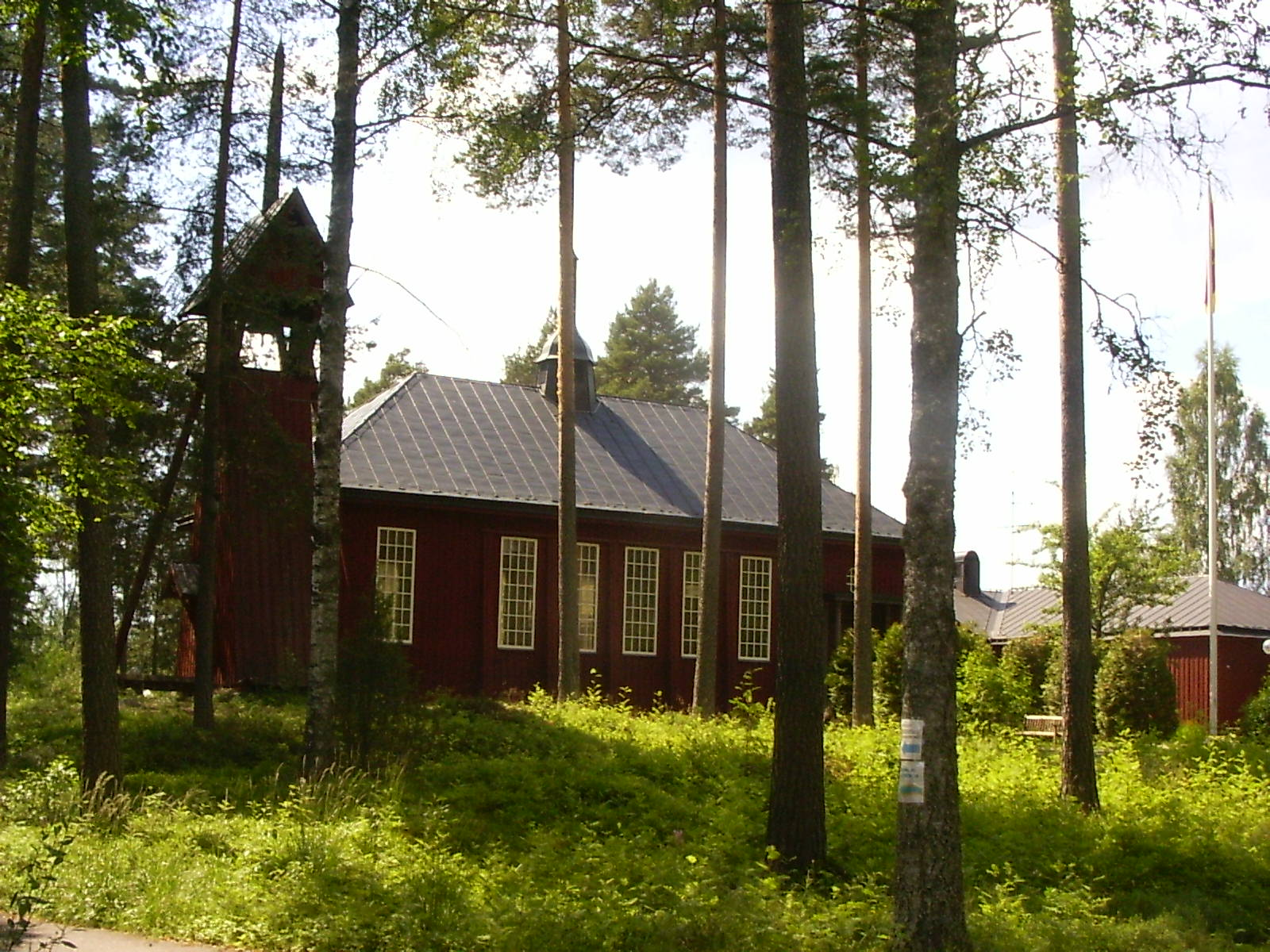
Церква
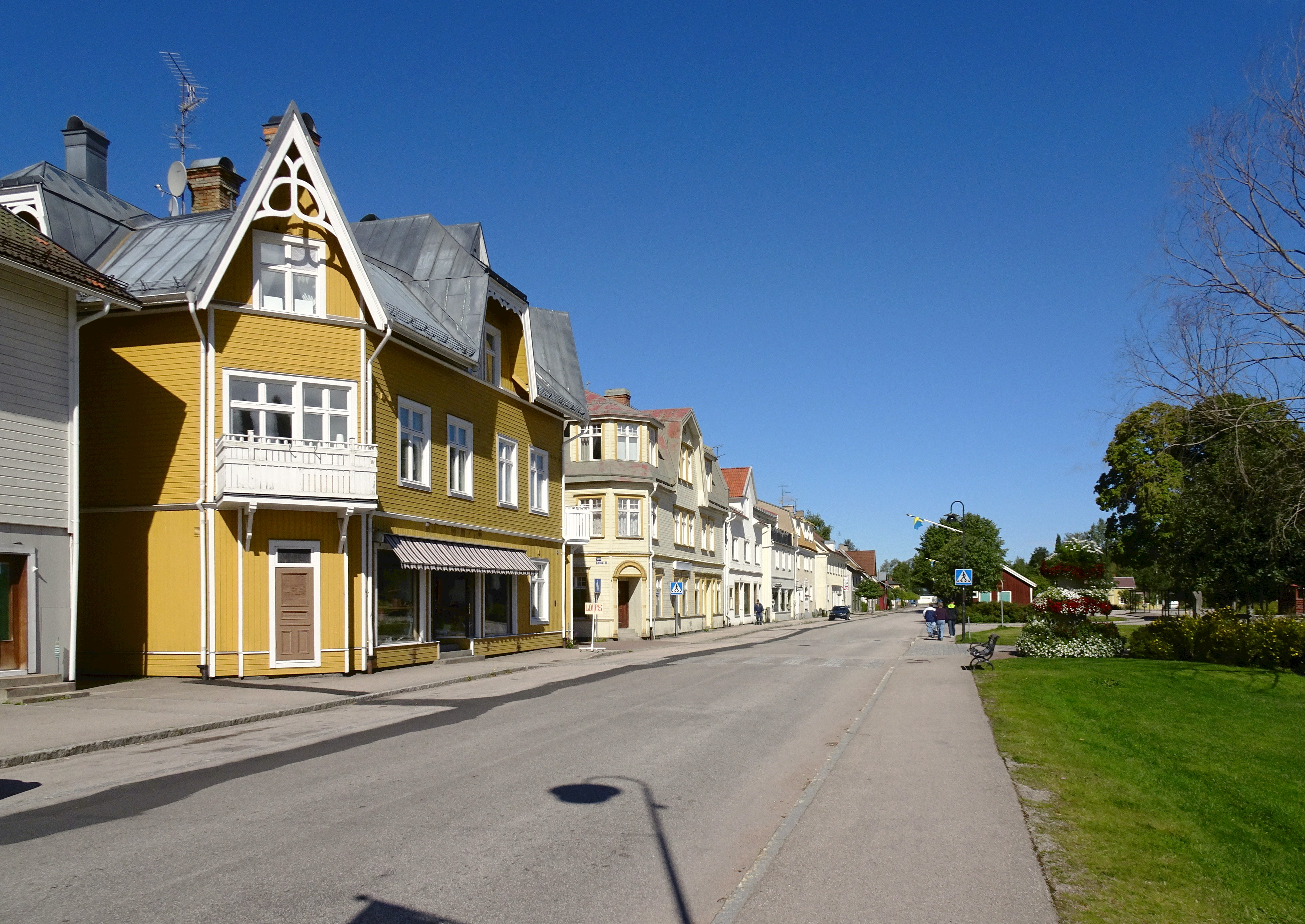
Вулиця Єрнвегсгатан
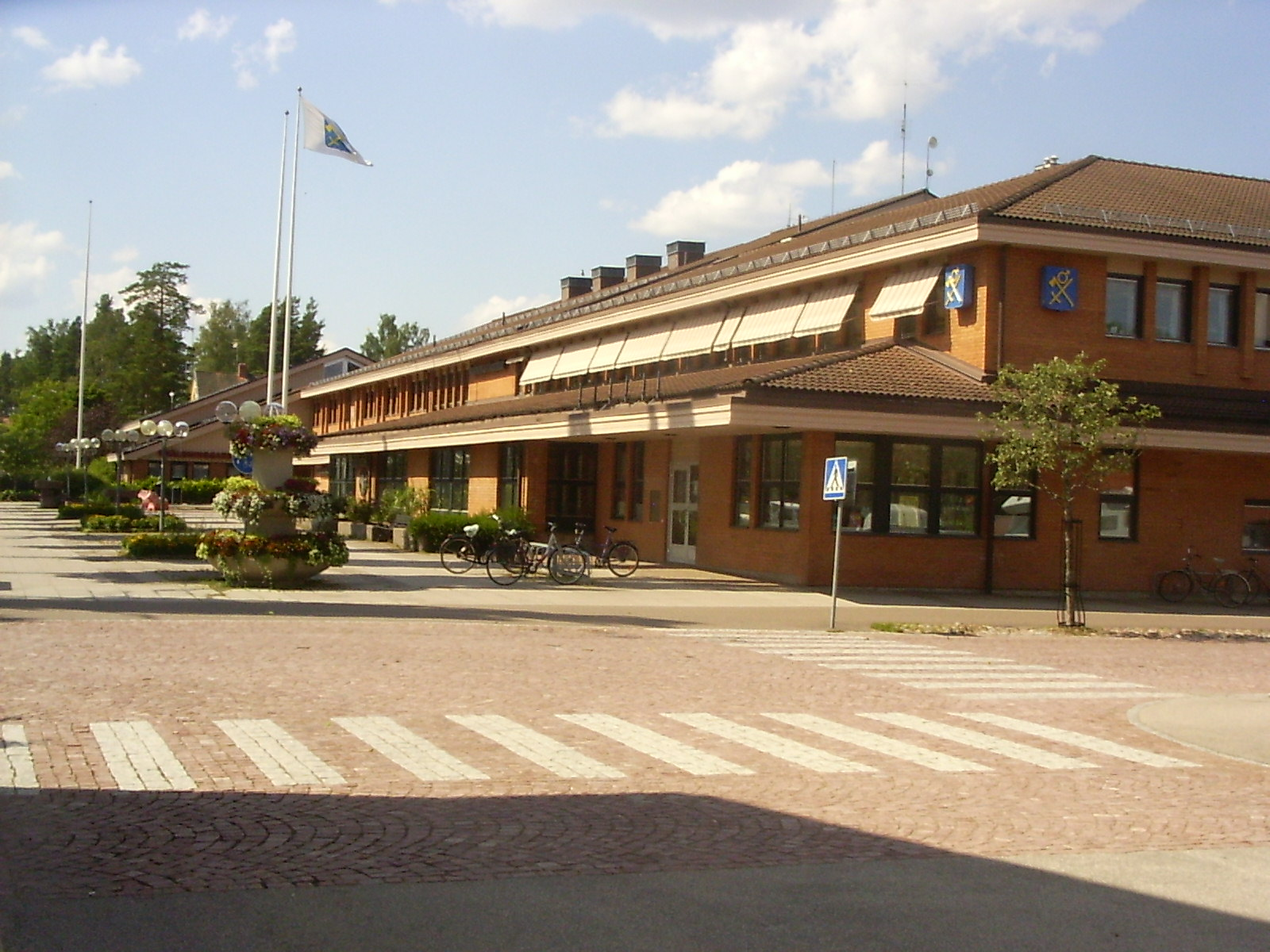
Бібліотека

## Покликання
- se Сайт комуни Вансбру[недоступне посилання з серпня 2019]